# Skitse
En skitse (skizze) (af italiensk schizzo, fransk esquisse, engelsk sketch) er et flygtigt udkast til et kunstværk, et maleri, billedhuggerarbejde (en tegning, en lille plastisk model) og lignende. Skitse falder ofte sammen med studie (forstudie); men ved dette forstår man dog gerne en mere gennemarbejdet fremstilling: en enkelthed, der skal overføres i det endelige kunstværk, eller dette i sin helhed (især i mindre målestok) som det kunstneriske råprodukt, hvoraf det planlagte kunstværk skal fremgå. Selvfølgelig vil skitse og studiet ofte have en større umiddelbarhedens friskhed end det helt færdige arbejde, der skal passere refleksionens filtre.